# OpenCA PKI
OpenCA PKI ist eine plattformübergreifend verfügbare freie Software für Zertifizierungsstellen, die die Beantragung und Verwaltung von Zertifikaten über eine Web-Schnittstelle ermöglicht. Dabei werden OpenLDAP, OpenSSL und der Apache HTTP Server verwendet.
Im Oktober 2005 gründete eine Gruppe der damaligen Hauptentwickler die Abspaltung OpenXPKI.